# ريتشي ريتش (ملحن)
ريتشي ريتش (بالإنجليزية: Richie Rich)‏ هو ملحن ومنتج أسطوانات أمريكي، ولد في 1 مارس 1968 في أوكلاند في الولايات المتحدة.

## وصلات خارجية
- ريتشي ريتش على موقع ميوزك برينز (الإنجليزية)
- ريتشي ريتش على موقع أول ميوزيك (الإنجليزية)
- ريتشي ريتش على موقع ديسكوغز (الإنجليزية)
- ريتشي ريتش على موقع ديسكوغز (الإنجليزية)